# Григорий XI
Григорий XI (лат. Gregorius PP. XI, в миру — Пьер Роже де Бофор, фр. Pierre Roger de Beaufort; 1329, 1331 или 1336, замок Мамон, диоцез Льежа, Франция — 27 марта 1378, Рим) — папа римский с 30 декабря 1370 года по 27 марта 1378 года. Седьмой и последний папа периода Авиньонского пленения. Под влиянием святой Екатерины Сиенской вернул папский престол из Авиньона в Рим, закончив таким образом 70-летнее пленение пап.

## Биография
Француз по национальности, в миру Пьер Роже де Бофор, происходил из знатной семьи. Его дата рождения не установлена: 1329, 1331 или 1336 год. Был одним из детей Гильома II, графа де Бофора, который приходился родным братом авиньонскому римскому папе Клименту VI. У него было пять родных братьев, пять сестер и три сводных брата. Старшим братом Пьера Роже был Гильом III, отец виконта Раймонда де Тюренна, военачальника Григория XI, а затем командира банды.
Обучался в университете Анжера, а затем изучал право в Перудже, в школе Piétro Baldo degli Ubaldi. Он получил степень доктора канонического права и стал пользоваться среди своих коллег репутацией учёного богослова. Как писали о нём современники: «Он завоевал уважение всех своим смирением и чистотой сердца».
Приняв сан, Пьер Роже быстро поднимался в церковной иерархии. В 1342 году каноник Руанского собора с правом на пребенду; каноник собора Родеза, каноник парижского собора, затем его архидиакон. Апостольский нотариус. Климент VI назначил своего племянника Пьера Роже кардиналом 28 мая 1348 года, когда тому было  19 лет — в числе других своих племянников (получил новообразованный сан кардинала-дьякона с титулярной диаконией Санта-Мария-Нуова на консистории). Вошёл в число членов папской курии в Авиньоне 5 июня 1348 года. Стал деканом Байё 11 июля того же года. Назначен архидьяконом собора Сенса и архипресвитером папской Латеранской базилики. Послан своим дядей учить право в Перудже. Затем стал архидьяконом Руанского собора в 1350 году. В 1352 году участвовал в конклаве, который возвел на Святой Трон Иннокентия VI, и в конклаве 1362 года, избравшего Урбана V.

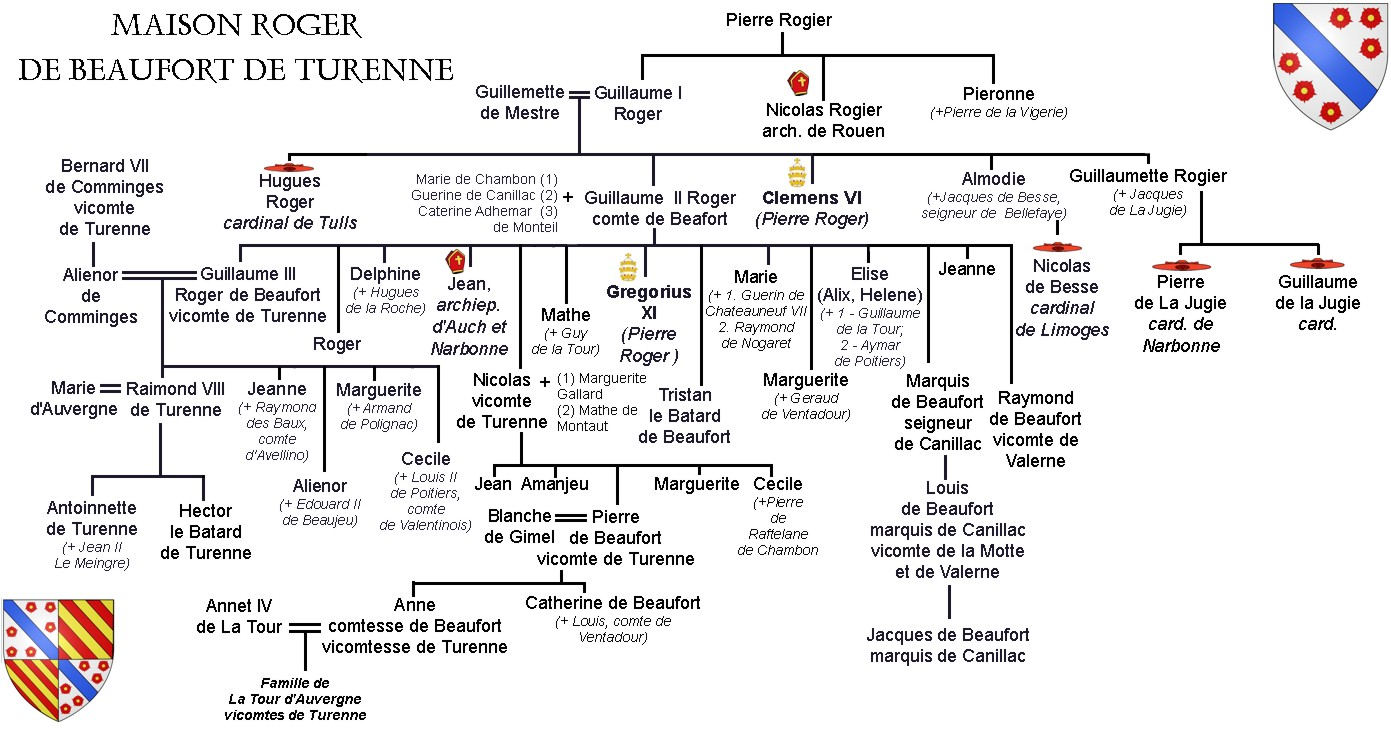

Назначен исполнителем папской воли в делах королевы Джованны I Неаполитанской в ноябре 1365 года. В мае 1365 года упоминается как душеприказчик в завещании кардинала Илии де Сан-Ирье, таким же образом в августе 1367 года в последней воле кардинала Жиля Альвареса де Альборноза. Сопровождал папу Урбана во время его путешествия в Италию в мае-июне 1367 года. В июне 1368 он возглавил сотрудничество с кардиналами Гийомом де ла Судри и Гийомом д'Эгрефойлем ради подготовки мира между Луиджи ди Таранто и Франческо дель Бальзо, герцогом Андрии. Архипресвитер папской Либерийской базилики в 1368; причём папа римский Урбан V назначил существенные фонды к восстановлению базилики.
В 1368 году папа поставил его во главе расследование относительно фондов бенедиктинского приората Сан-План ди Колоннеро в Мессине, который пожелал стать аббатством. В 1369 году с теми же двумя кардиналами занимался мирными договорами между Федерико ди Тринакрия и королевой Джованной. Когда император Карл IV дал кардиналу Ги де Булоню титул имперского викария в Лукке на три года, монарх предоставил папе в июне 1369 года право выбора между кардиналом д'Эгрефойлем и кардиналом Пьером Роже как преемника Ги де Булоня в случае, если тот умрет прежде окончания этого срока. В ноябре 1369 года Пьер Роже упоминается как душеприказчик кардинала Николя де Бесса. Получил сан кардинала-протодьякона в 1369 году.
Пьер Роже был умным человеком высоких моральных качеств, но при этом обладал слабой физической конституцией. Любил проводить время в одиночестве в компании книг, был любителем редких и иллюстрированных рукописей, высококультурным человеком. Кроме того, он обладал огромным талантом к дипломатии, что стало большим подспорьем ему в будущем. 23 июня 1364 года благодаря своим многочисленным связям Пьер Роже сумел собрать выкуп на освобождение Бриуда от неприятеля.
После смерти папы Урбана V кардиналы собрались в Авиньоне на конклав 29 декабря 1370 года и на следующее утро, 30 декабря избрали сорокалетнего Пьера Роже единогласно. (В этот год шестеро из 17 или 18 кардиналов курии приходились ему кровными родственниками)). 2 января он принял священнический сан, 3 января рукоположён в сан епископа, 4 (или 5) января 1371 года он был коронован, избрав себе имя Григория XI.

### Понтификат

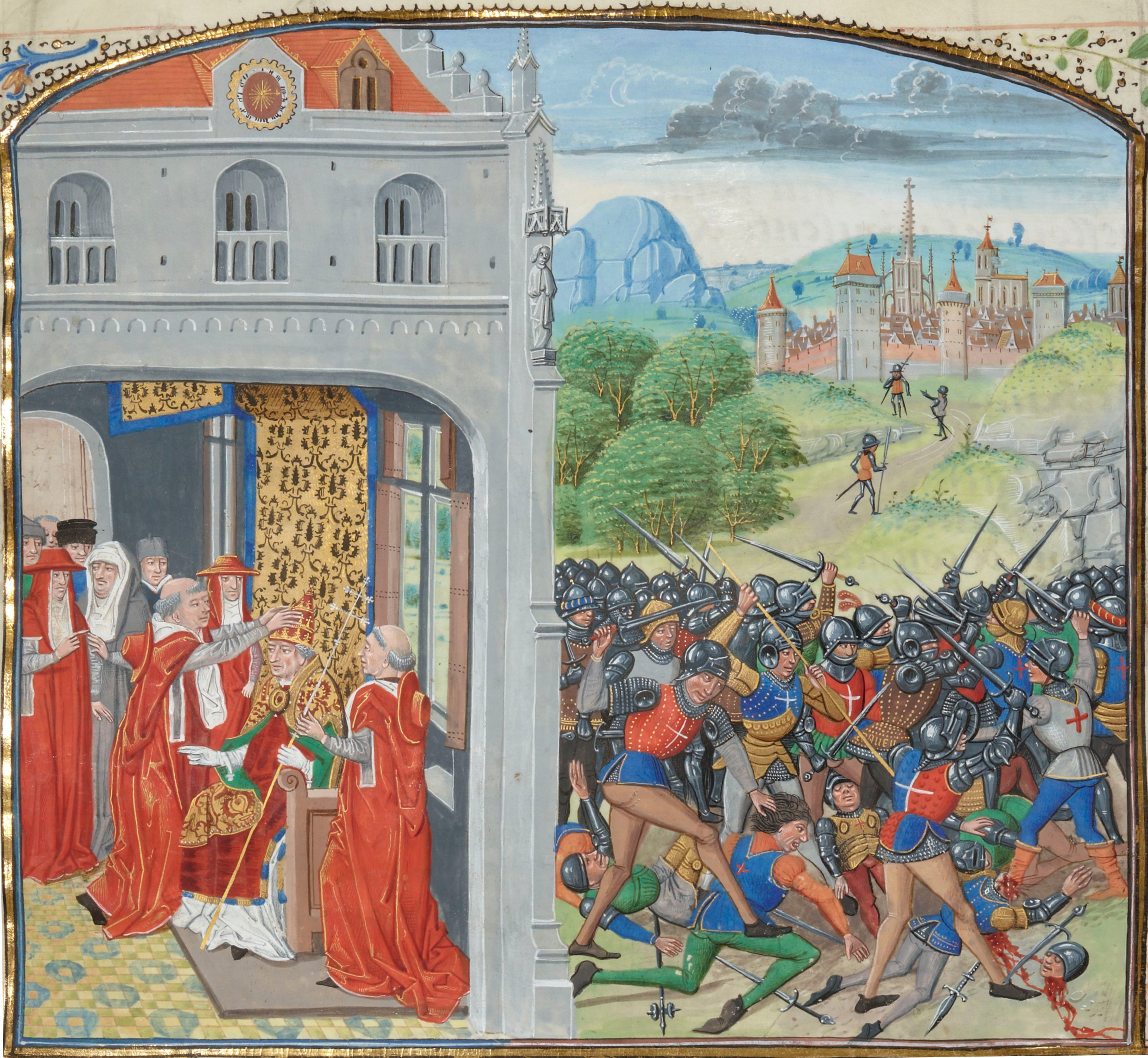
Коронация папы Григория XI и битва при Понтевене в том же году.

В первые годы понтификата Григория XI усилилась антифранцузская оппозиция итальянских городов во главе с Флоренцией. Продолжил реформы церкви, начатые его предшественниками. Он старался начать преобразования в различных монашеских орденах — пытался призвать к порядку госпитальеров и провёл реформу внутреннего распорядка доминиканцев, утвердил орден иеронимитов.
В течение правления были предприняты энергичные меры против ересей, вспыхнувших в Германии, Англии и прочих частях Европы, в том числе бедняков в Леоне, бегинок, немецких флагеллянтов, немецких фаталистов Альберта из Альбертштадта (1372), Братство Свободного духа, сжёгши заживо его представительницу Жанну Добентон в Париже (1372).  19 предложений Джона Уиклифа и тринадцать статей Саксонского зерцала были формально осуждены папскими буллами в 1377 году. В 1371 году по его распоряжению инквизиторы осудили предположения Пьера де ла Бонагета и Жана Лалона о реальном присутствии Христа в евхаристии.
После смерти Джованни II Палеолога, маркиза Монтферратского, в середине марта 1372 года миланцы попытались захватить власть в упомянутом регионе. Осознав, что амбиции миланского правителя Бернабо Висконти угрожают всей северной Италии, Григорий XI начал формировать лигу, в которую также вошли Оттон IV Брауншвейг-Грубенгаген, Амадей VI Савойский, его легат Филипп Кабассоль, кондотьер Джон Хоквуд (бросивший Висконти) и Николя Спинелли. Этот союз увенчался успехом, в частности, был захвачен Верчелли. В мае 1373 году при Монтикьяри состоялась битва. Успехи в Пьемонте побудили Григория XI объявить в феврале 1374 года о его намерении вернуть Святой Престол в Рим, хотя осуществить сразу это желание ему не удалось.
Подписанное 4 июня 1375 года перемирие с Бернабо Висконти напугало Флоренцию, которой было не выгодно возвращение Престола в Рим. Флоренция умело использовала недовольство народа папской администрацией, и в городе случилось восстание — имущество Церкви было конфисковано, а ряд священников убиты (Война восьми святых против церкви, 1375-1378). Города и поселения Папского государства постепенно присоединялись к флорентийцам. Этот конфликт осложнял подготовку возвращения Григория. 31 марта 1376 года Григорий наложил на Флоренцию интердикт, отлучил всех её жителей и призвал всех европейских монархов изгнать флорентийских купцов.

### Возвращение папского престола в Рим
Следуя невыполненному намерению своего предшественника Урбана V, после десятилетий авиньонского пленения Григорий XI решил вернуться в Рим, в чём ему помогла доминиканская монахиня Екатерина Сиенская. Эта известная женщина, одарённая высоким интеллектом, решила приложить все старания, чтобы вернуть в Рим «своего итальянского святейшего папочку», как она называла Григория XI. Она говорила ему, что его возвращение необходимо, чтобы в Италии снова воцарился мир, так как без этого нельзя снарядить новый Крестовый поход, который является целью всякого понтифика. Григорий возражал ей, что нет такого военного лидера, который смог бы возглавить этот поход.

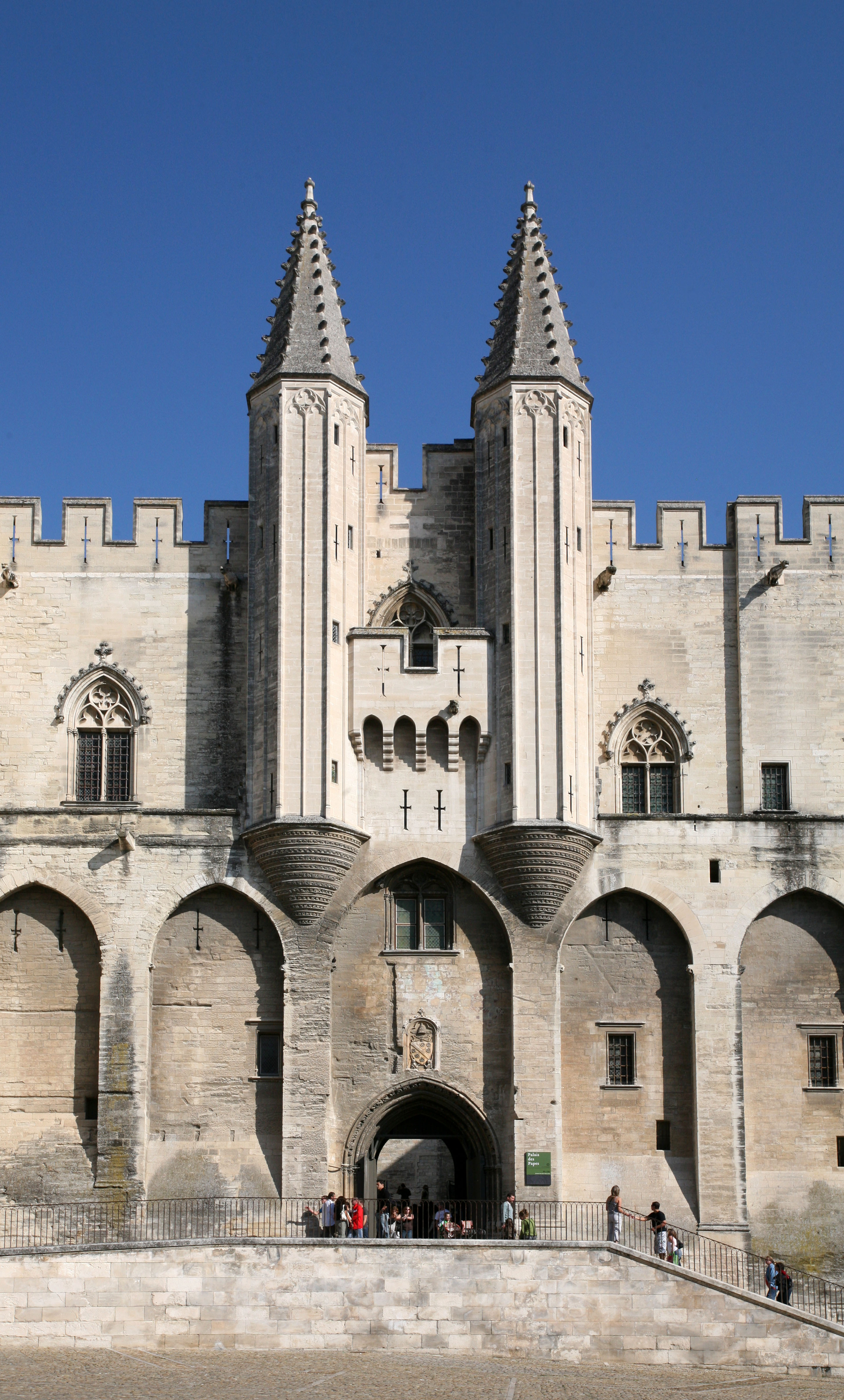
Папский дворец в Авиньоне

Французские кардиналы — родственники и друзья французского короля, составлявшие две трети святой коллегии, препятствовали понтифику всеми возможными способами, так же, как его родной отец и братья. Брат короля Карла V герцог Анжуйский приехал в Авиньон, чтобы помешать отъезду. По пожеланию герцога Анжуйского Екатерина Сиенская прибыла навестить его супругу, которая не любила авиньонский двор и предпочла остановиться со своими достойными приличными дамами в крепости Вильнёв неподалёку. Екатерина провела три дня в замке в разговорах с герцогом, вселив в него сильное желание возглавить крестовый поход. Теперь она могла сказать Григорию, что нашёлся военный лидер, без которого, как он говорил, ничего не могло быть начато. Папа ответил ей, возражая, что пока не воцарится мир среди христианских народов, планировать крестовые походы бесполезно. (Оставалось уговорить короля Франции — что, тем не менее, выполнено не было, и крестовый поход под предводительством Луи Анжуйского не состоялся).

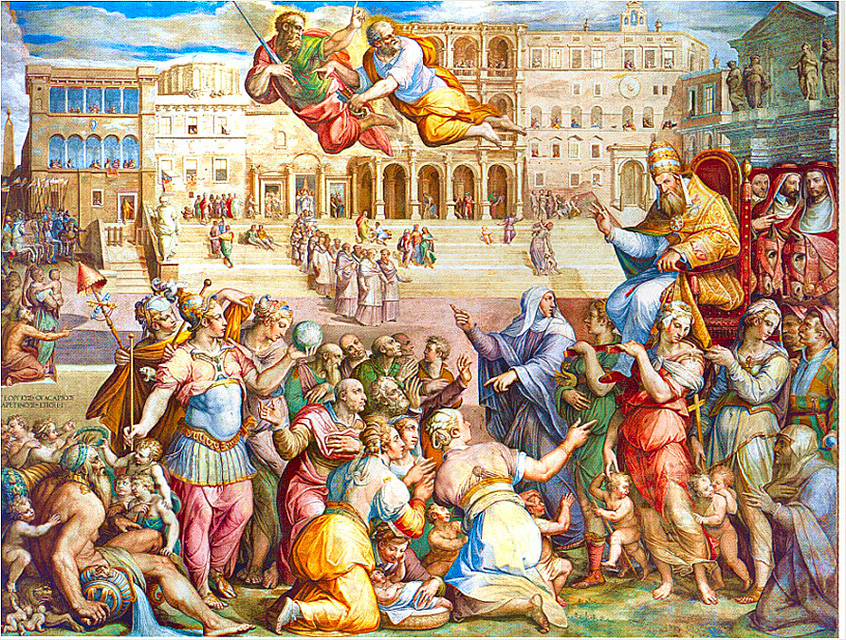
Вазари. Екатерина Сиенская сопровождает папу Григория XI в Рим

Несмотря на препятствия и сопротивление курии в 1376 году Григорий XI в окружении 15 кардиналов окончательно покинул Авиньон. «У Григория не было куража на открытое сопротивление, но он схватился за идею благого обмана, и заставив других предполагать, что дата отъезда из Авиньона ещё не назначена, тайно ускорил свои приготовления. Галера приплыла в Марсель, чтобы папа взошёл на борт прежде, чем кардиналы поняли, что происходит. Он уполномочил своего родственника виконта де Тюренна управлять городом и Авиньонской областью, пользуясь советами тех кардиналов, которые не последуют за ним в Рим. И назначил сицилийских баронов встретить его в Остии. Теперь сопротивление его только злило, и когда наступил день отплытия, он вырвался из объятий рыдающих матери и сестер, и отказался слушать тех, кто умолял его передумать. Его сопровождала процессия из кардиналов на белых конях, капелланов и их свита, рыцари с оружием на изготовку, дабы охранять не только папу, но и повозки, полные ценного имущества». (Некоторые историки, тем не менее, отмечают, что влияние Екатерины Сиенской часто преувеличивается, и она просто укрепила папу в осуществлении уже давно принятого решения).

### В Италии

Герб рода Роже и его представителя папы Григория: в серебряном поле лазоревая правая перевязь, сопровождаемая с каждой стороны тремя червлёными розами с золотыми сердцевинами

Обстоятельства путешествия хорошо известны из текста Пьера Амьеля де Бренака, епископа Синигалии, который сопровождал папу во время его поездки. Авиньон был покинут 13 сентября 1376, в Марселе они оказались 2 октября. Папский флот часто приставал (Сен-Тропе, Антиб, Ницца, Вильфранш и т. д.), прибыв в Геную 18 октября. После остановки в Портофино, Ливорно и Пьомбино, 6 декабря они прибыли в Корнето, а 13 января 1377 года высадились в Остии. 17 января на своем судне по Тибру папа вступил в Рим, окруженный войсками своего племянника Раймонда де Тюренна и неаполитанских властителей.
Папа Григорий был глубоко расстроен отсутствием энтузиазма в связи со своим возвращением, что резко контрастировало с народными приветствиями, которым он был свидетелем, когда его предшественник Урбан путешествовал по Италии. Корнето, первый город Папского государства, в котором он высадился после Генуи, встретил его шествием с оливковыми ветвями, что, наконец, его обрадовало. В Корнето папа со свитой встретили Рождество. Затем они последовали к морским воротам Рима — в Остию. Затем барки последовали вверх по Тибру к Риму. Папа высадился на пристани так близко к Латеранской базилике, как это было возможно, но ночь ему пришлось все равно провести на борту корабля, поскольку эта обычная папская резиденция была основательно разрушена в пожаре 1308 года, так что проживать в ней было невозможно. Таким образом, он стал первым из пап, обосновавшимся в Ватикане (до Авиньона резиденция пап находилась в Латеранcком дворце). Путешествие папы заняло пять месяцев.
На следующий день (16 или 18 января) он наконец окончательно высадился и проследовал в Собор Святого Петра, войдя в Рим через ворота Сан Паоло, где ему вручили ключи от города. Его сопровождала толпа. Там папа вознес молитву, благодаря Господа за своё счастливое возвращение. Закончилась первая стадия его возвращения. Оно запечатлено на рельефах его надгробия в церкви Санта-Франческа Романа, высеченных в XVI веке.
Несмотря на советы Екатерины Сиенской и более ранние предостережения Петрарки, папа вступил в Рим не как апостол мира, безоружным, а в сопровождении двух тысяч солдат под предводительством своего племянника Раймонда де Тюренна (после смерти Григория он станет бандитом). Григорий не чувствовал себя в безопасности в руинах Рима, окруженных разоренными землями Кампаньи. Практически непрерывные беспорядки в Риме вынудили Григория в конце мая 1377 года переехать в Ананьи. Тем не менее, Романья и Болонья подписывают договор, и Флоренция принимает посредничество Висконти к достижению мира. 7 ноября 1377 года Григорий возвращается в чуть успокоившийся Рим, но ощущая постоянную угрозу, рассматривает перспективу возвращения в Авиньон.
После своего возвращения Григорий работал над окончательным примирением Флоренции и Папского государства. Он сталкивался с сопротивлением своих сторонников и недисциплинированностью папского войска. Так, 1 февраля 1377 года произошла резня в городе Чезена близ Римини. Наёмники из числа, главным образом, бретонских крестьян, уничтожили 4 тысячи бунтовщиков. Предводительствовал этим войском кардинал Роберт Женевский, в будущем антипапа Климент VII.
Весной 1378 года в Сарцане происходит встреча, где присутствуют послы Рима и Флоренции, представители императора, королей Франции, Венгрии, Испании и Неаполя. В ходе этой конференции было объявлено, что папа только что скончался — в ночь с 26 на 27 марта 1378.
Ранняя смерть Григория практически сразу после его переезда из Авиньона в Рим, через полтора года — 27 марта 1378 года — привела к избранию Урбана VI, которое вызвало Великий западный раскол.
Подобно своему дяде, папе Клименту, его хотели похоронить в аббатстве Шез-Дьё в Оверни, но римляне не дали увезти его тело. Его гробница, возведённая в 1585 году, находится в правом трансепте римской церкви Санта-Мария-Нуова, которую переименуют и посвятят Франциску Римскому в 1608 году.